# Tutanota
Тута (нім. Tuta), раніше Тутанота (нім. Tutanota) — наскрізно шифроване програмне забезпечення з відкритим кодом та безкоштовний сервіс електронної пошти. Його бізнес-модель відкидає заробляння грошей за допомогою контекстної реклами, а натомість спирається лише на благодійні внески та абонементну плату.
Станом на березень 2017 року, Tutanota має понад 2 млн користувачів.

## Історія
Слово Tutanota складається з двох слів латинської — «tuta» та «nota», які мають значення «Надійне повідомлення».
Tutao GmbH засновано 2011 року в Ганновері, Німеччина.
Метою розробників Tutanota — це боротьба за конфіденційність електронного листування. Їхнє бачення набуло більшої важливости, коли Едвард Сновден оприлюднив NSA'ові спостережувальні програми, на кшталт XKeyscore у липні 2013 року.
Джерельний код програмного забезпечення опубліковано 2014 року, і кожен охочий може переглянути його на Ґітгабі.

## Шифрування
Tutanota пропонує суцільне (end-to-end) шифрування для листів, які надіслані від одного користувача Tutanota до іншого. Tutanota також шифрує всі листи та контакти.[джерело?] Tutanota використовує стандартовий, гібридовий метод, який складається з симетричного та асиметричного алгоритму — AES з довжиною у 128 бітів та RSA з довжиною в 2048 бітів.[джерело?] До зовнішніх отримувачів зашифрованих листів, які не користуються Тутанотою, надсилається сповіщенням на ланку з тимчасовою обліківкою Tutanota. Після введення попередньо-обміняного гасла, отримувач має можливість читати та відповідати на зашифровані повідомлення.[джерело?]

## Типи обліківок
Користувачі преміумних обліківок можуть користуватися своїми власними доменами з Тутанотою.[джерело?]
| Безплатно              | Платно (€1,20/міс. або €12 на рік)              |
| ---------------------- | ----------------------------------------------- |
| один користувач        | кілька користувачів (за додаткові €1,20)        |
| 1 GB сховища           | 1 GB (розширюється)                             |
| Базова підтримка       | Преміумова підтримка                            |
| Без аліасів            | 5 аліасів (розширюється)                        |
| Лише домен Tutanota    | Невичерпні кастомні домени                      |
| Без скринькових правил | Скринькові правила присутні                     |
| Без кастомізацій       | Кастомізації (логотип та вітальне повідомлення) |

## Відсилання
1. ↑  https://tuta.com/blog/tutanota-is-now-tuta
2. ↑  Tutanota.com Site Info. Alexa Internet. Архів оригіналу за 15 вересня 2018. Процитовано Серпень 17, 2017. [Архівовано 15 вересня 2018 у Wayback Machine.]
3. ↑  Tuta - Who we are.
4. 1 2 3 4  https://github.com/tutao/tutanota
5. ↑  Rudra, Sourav (7 листопада 2023). Tutanota Rebranding as 'Tuta': What You Need to Know. It's FOSS. Процитовано 7 листопада 2023.
6. ↑  Tyler, Taylor (10 липня 2014). New germany-based end-to-end encrypted e-mail service launches internationally. cryptocoinnews.com. cryptocoinnews.com. Архів оригіналу за 29 липня 2017. Процитовано 4 листопада 2015.
7. ↑  ‘NSA-proof’ Encrypted Email Service Tutanota Launches. infosecurity-magazine.com. Reed Exhibitions Ltd. 3 липня 2014. Архів оригіналу за 29 липня 2017. Процитовано 4 листопада 2015.
8. ↑  Tyler, Taylor (8 вересня 2014). Secure email provider Tutanota goes open source. cryptocoinnews.com. CryptoCoinNews. Архів оригіналу за 29 липня 2017. Процитовано 4 листопада 2015.
9. ↑  Madore, Paul (20 березня 2015). Tutanota: the open-source encrypted e-mail answer to ProtonMail. hacked.com. Hacked. Архів оригіналу за 17 квітня 2015. Процитовано 4 листопада 2015. [Архівовано 2015-04-17 у Wayback Machine.]
10. ↑  Natasha, Lomas (18 березня 2015). Tutanota, An Open Source Encrypted Gmail Alternative, Heads Out Of Beta. techcrunch.com. TechCrunch. Архів оригіналу за 26 жовтня 2015. Процитовано 4 листопада 2015.
11. ↑  Celebrating One Year of Tutanota Premium - Thank You for Your Support!. Tutanota. 25 липня 2016. Архів оригіналу за 29 липня 2017. Процитовано 14 березня 2017.
12. ↑  Reviews of Secure Mail Service Tutanota. Tutanota (амер.). Архів оригіналу за 29 липня 2017. Процитовано 24 липня 2017.
13. ↑  Архівована копія. Архів оригіналу за 30 липня 2016. Процитовано 15 вересня 2018.{{cite web}}:  Обслуговування CS1: Сторінки з текстом «archived copy» як значення параметру title (посилання) [Архівовано 2016-07-30 у Wayback Machine.]
14. ↑  5 of the Best Secure Email Services for Better Privacy. maketecheasier. 23 жовтня 2015. Архів оригіналу за 13 грудня 2017. Процитовано 13 березня 2017.
15. ↑  Encrypted Email: The Privacy Alternative to Gmail. StickyPassword. 20 жовтня 2015. Архів оригіналу за 13 березня 2017. Процитовано 13 березня 2017. [Архівовано 2017-03-13 у Wayback Machine.]
16. ↑  Secure Mail Service Tutanota Celebrates One Year Open Source. Tutanota. 2 вересня 2015. Архів оригіналу за 29 липня 2017. Процитовано 13 березня 2017.
17. ↑  Secure mail for everybody!. Архів оригіналу за 28 січня 2017. Процитовано 13 березня 2017.
18. ↑  What encryption algorithms does Tutanota use?. Архів оригіналу за 17 серпня 2017. Процитовано 17 серпня 2017. [Архівовано 2015-03-22 у Wayback Machine.]
19. ↑  How do I send an encrypted email to an external recipient?. Архів оригіналу за 24 квітня 2016. Процитовано 16 квітня 2016. [Архівовано 2016-04-24 у Wayback Machine.]

## Зовнішні ланки
- Офіційний Вебсайт [Архівовано 28 січня 2017 у Wayback Machine.]
- Джерельний код вебового клієнту Tutanota на GitHub